# Heroes of the Storm
Heroes of the Storm is een MOBA-spel ontwikkeld door Blizzard Entertainment. Het spel bevat personages uit de verschillende franchises van Blizzard, te weten Warcraft, Diablo, StarCraft, Overwatch en The Lost Vikings.

## Ontvangst
| Geaggregeerde scores |        |
| Aggregeerder         | Score  |
| GameRankings         | 85,31% |
| Metacritic           | 86/100 |